# 徳島県道256号上蓮小野線
徳島県道256号上蓮小野線（とくしまけんどう256ごう じょうれんおのせん）は、徳島県美馬郡つるぎ町を通る一般県道である。

## 概要
美馬郡つるぎ町半田から徳島県道126号半田貞光線交点に至る。美馬郡つるぎ町半田地区の集落沿いを結ぶ道である。大部分が1車線・1.5車線であり、対向できない区間が多い。

### 路線データ
- 起点：美馬郡つるぎ町半田
- 終点：美馬郡つるぎ町半田（徳島県道126号半田貞光線交点、徳島県道127号美馬半田線終点）
- 総延長：9.219 km（他に旧道0.547 km）[1]

## 歴史
- 1959年（昭和34年）1月31日 - 徳島県道122号として認定。
- 1972年[（昭和47年）3月10日 - 現在の路線番号で再認定。

## 路線状況

### 重複区間
- 徳島県道258号小谷西端山線（美馬郡つるぎ町半田）

### 道路施設

#### 橋梁
- 半田橋（半田川、美馬郡つるぎ町）

## 地理

### 通過する自治体
- 徳島県
  - 美馬郡つるぎ町

### 交差する道路
| 交差する道路                                    | 交差する場所 | 交差する場所 |
| ----------------------------------------------- | ------------ | ------------ |
| 徳島県道258号小谷西端山線 重複区間起点          | 半田         |              |
| 徳島県道258号小谷西端山線 重複区間終点          | 半田         |              |
| 徳島県道257号蔭名小野線                         | 半田         |              |
| 徳島県道126号半田貞光線 徳島県道127号美馬半田線 | 半田         | 終点         |

### 沿線
- つるぎ町役場 半田支所
- 半田郵便局